# Rosenery Mello
Rosenery Mello do Nascimento Barcelos da Silva (Río de Janeiro, Brasil; 1965 - ibídem, 4 de junio de 2011) más conocida por su nombre artístico Rosenery Mello, fue una modelo brasileña conocida como la Fogueteira do Maracanã debido al incidente en el partido de fútbol jugado el 3 de septiembre de 1989 entre las selecciones de Brasil y Chile, en el marco de la clasificación de la Conmebol para el Mundial de 1990.
Su fama fue tal que incluso posó en noviembre de 1989 en la portada de la revista Playboy de Brasil. Falleció en las primeras horas del sábado 4 de junio de 2011 a causa de un aneurisma cerebral.